# Karl Kotratschek
Karl Kotratschek (né le 24 octobre 1914 à Vienne et mort le 4 juillet 1941 en Afrique) est un athlète autrichien, spécialiste du triple saut. 

## Biographie
Il participe au concours du triple saut des Jeux olympiques de 1936 à Berlin, se classant 23e de la finale.
Il remporte la médaille de bronze du triple saut lors des championnats d'Europe de 1938, à Paris, devancé par les Finlandais Onni Rajasaari et Jouko Norén.

### Palmarès
| Date | Compétition           | Lieu   | Résultat | Épreuve     | Performance |
| ---- | --------------------- | ------ | -------- | ----------- | ----------- |
| 1936 | Jeux olympiques       | Berlin | 23e      | Triple saut | 13,15 m     |
| 1938 | Championnats d'Europe | Paris  | 3e       | Triple saut | 14,73 m     |

### Records
| Épreuve     | Performance | Lieu | Date |
| ----------- | ----------- | ---- | ---- |
| Triple saut | 15,28 m     |      | 1938 |